# Carl Fourneaux
Carl Fourneaux, né le 18 octobre 1883 à Frameries en Belgique et mort le 6 juin 1948 à Saint-Gilles (Bruxelles) en Belgique, est un footballeur international belge qui occupe le poste de gardien de but.
Il joue toute sa carrière au Léopold Club de Bruxelles et compte une sélection internationale.

## Biographie
Carl Fourneaux débute en équipe première du Léopold Club de Bruxelles en 1904. Le 9 mai 1907, il est appelé en équipe nationale belge pour disputer un match amical à Haarlem face aux Pays-Bas (victoire, 1-2). Les Diables Rouges l'emportent face aux Oranje mais le gardien ne sera plus jamais sélectionné par la suite. Il arrête le football en 1912 et l'on ignore ce qu'il fait ensuite.

## Statistiques

### En club
| Saison                | Club                  | Championnat             | Championnat | Championnat | Coupe(s) nationale(s) | Coupe(s) nationale(s) | Total | Total |
| Saison                | Club                  | Division                | M.          | B.          | M.                    | B.                    | M.    | B.    |
| 1904-1905             | Royal Léopold FC      | Division d'Honneur (D1) | -           | -           | -                     | -                     | 0     | 0     |
| 1905-1906             | Royal Léopold FC      | Division d'Honneur (D1) | -           | -           | -                     | -                     | 0     | 0     |
| 1906-1907             | Royal Léopold FC      | Division d'Honneur (D1) | -           | -           | -                     | -                     | 0     | 0     |
| 1907-1908             | Royal Léopold FC      | Division d'Honneur (D1) | -           | -           | -                     | -                     | 0     | 0     |
| 1908-1909             | Royal Léopold FC      | Division d'Honneur (D1) | -           | -           | -                     | -                     | 0     | 0     |
| 1909-1910             | Royal Léopold FC      | Division d'Honneur (D1) | -           | -           | -                     | -                     | 0     | 0     |
| 1910-1911             | Royal Léopold FC      | Division d'Honneur (D1) | -           | -           | -                     | -                     | 0     | 0     |
| 1911-1912             | Royal Léopold FC      | Division d'Honneur (D1) | -           | -           | -                     | -                     | 0     | 0     |
| Total sur la carrière | Total sur la carrière | Total sur la carrière   | 83          | 5           | -                     | -                     | 83    | 5     |

### En sélections nationales
| Saison                | Sélection             | Phases finales        | Phases finales | Phases finales | Matchs amicaux | Matchs amicaux | Total | Total |
| Saison                | Sélection             | Compétition           | M              | B              | M              | B              | M     | B     |
| --------------------- | --------------------- | --------------------- | -------------- | -------------- | -------------- | -------------- | ----- | ----- |
| 1906-1907             | Belgique              | -                     | -              | -              | 1              | 0              | 1     | 0     |
| Total sur la carrière | Total sur la carrière | Total sur la carrière | -              | -              | 1              | 0              | 1     | 0     |

### Matchs internationaux
| Matchs internationaux de Carl Fourneaux | Matchs internationaux de Carl Fourneaux | Matchs internationaux de Carl Fourneaux | Matchs internationaux de Carl Fourneaux | Matchs internationaux de Carl Fourneaux | Matchs internationaux de Carl Fourneaux | Matchs internationaux de Carl Fourneaux | Matchs internationaux de Carl Fourneaux |
| #                                       | Date                                    | Lieu                                    | Adversaire                              | Résultat                                | Compétition                             | Club                                    | Notes                                   |
| --------------------------------------- | --------------------------------------- | --------------------------------------- | --------------------------------------- | --------------------------------------- | --------------------------------------- | --------------------------------------- | --------------------------------------- |
| 1                                       | 9 mai 1907                              | Stadion De Hout (nl), Haarlem, Pays-Bas | Pays-Bas                                | V 2 - 1                                 | Match amical                            | Royal Léopold FC                        | Titulaire.                              |